# Вируэс, Кристобаль де
Кристо́баль де Вируэ́с (исп. Cristóbal de Virués; 1550, Валенсия — ок. 1614, Валенсия) — испанский солдат и писатель золотого века Испании.

## Биография
Кристобаль де Вируэс родился после 1550 года в семье Алонсо де Вируэса, личного врача архиепископа Валенсии Хуана де Риберы. Отец Кристобаля был гуманистом и дружил с Хуаном Луисом Вивесом. Два брата Кристобаля — богослов Франсиско и врач Херонимо — также увлекались поэзией и состояли в валенсийском литературном обществе.
О молодости и образовании Кристобаля известно мало. Достоверно из упоминаний в сочинениях подтверждено его участие в битве при Лепанто. Предположительно к 1585 году Вируэс уволился из испанской армии в звании капитана. На родине он написал свои драматические произведения Elisa Dido, La Gran Semíramis, La cruel Casandra, Atila furioso и La infelice Marcela, увидевшие свет лишь в 1609 году. В 1587 году Вируэс опубликовал эпическую поэму из 20 канцон El Monserrate, которую Сервантес считал лучшим образцом поэзии на кастильском языке. Сведения о Вируэсе после 1608 года отсутствуют.

## Сочинения
- Поэзия испанского Возрождения. М., 1990. С. 229—232.